# Улица Кунаева (Алма-Ата)
Улица Кунаева (каз. Қонаев көшесі) — одна из центральных улиц в городе Алма-Ате.

## Расположение
Улица Кунаева находится в Медеуском районе, между улицами Валиханова (Красина) и Тулебаева. Начинается от проспекта Раймбека, пересекает улицы Жибек Жолы (бывшая Горького), Гоголя, Толе би, Богенбай батыра (Кирова), Кабанбай батыра (Калинина), Шевченко, Курмангазы и заканчивается проспектом Абая. Протяжённость — 3050 метров.

## История
Улица Кунаева сложилась в конце 19 века, на ней располагались лавки торговцев и скупщиков, мастерские ремесленников. Улица богата историко-революционными событиями, связана с именами героев революции и Гражданской войны Д. Фурманова, Б. Шегабутдинова, Р. Маречека, Т. Бокина. На улице Кунаева проходили манифестации протеста жён-солдаток против империалистической войны, первая первомайская демонстрация трудящихся советского Верного.

## Происхождение названия
Изначально до июня 1919 года называлась Капальской. В советское время с июня 1919 переименована в честь основоположника научного коммунизма Карла Маркса. В феврале 1994 года переименована в честь Первого секретаря ЦК Компартии Казахской ССР Кунаева, в целях увековечения его памяти.

## Озеленение и благоустройство
В советские годы улица реконструирована и благоустроена, озеленена лиственными породами таких деревьев, как дуб, тополь, карагач. Созданы скверы у бюста Д. А. Кунаева, перед зданиями кинотеатра «Алатау», гостиницы «Отрар» и Академии Наук Республики Казахстан. Были проложены магистральные оросительные арыки, в которые летом ежедневно пускалась вода с головного арыка.

## Примечательные здания и сооружения

Высотка Park View Office Tower (2009) на Кунаева

Была застроена 3-5-этажными жилыми и административными зданиями, в которых в советское время располагались: «Министерство социального обеспечения», «НИИ органического катализа и электрохимии АН Казахской ССР», Центральный комитет Красного креста, республиканский Дом санитарного просвещения, областной Дом учителя, республиканский Дом моделей, Фабрика головных уборов, фирма «Алмагуль» по вязки и индивидуальному пошиву трикотажных изделий, фирма «Казахстан» по индивидуальному пошиву и ремонту одежды и гостиница «Казпотребсоюза».
На улице Кунаева также располагаются Национальная академия наук Казахстана и пожарная часть Медеуского района.

## Памятники и бюсты
Перед западным входом в парк им. 28-ми гвардейцев-панфиловцев установлен памятник-бюст Токашу Бокину. Скульптор — Б. А. Абишев, архитектор — Ш. Е. Валиханов. Памятник-бюст высотой в 5 метров из серого гранита. Поясная фигура, высеченная из гранитного прямоугольника, создаёт динамичный образ Т. Бокина.
В сквере на улице установлен бронзовый бюст Динмухамеду Кунаеву. Скульпторы — Т. С. Досмагамбетов, А. Б. Татаринов, архитекторы — А. К. Капанов, Ш. Е. Валиханов, И. Я. Токарь, Б. В. Дмитриевский.
В сквере с западной стороны здания Академии наук Казахстана установлен монумент Алькею Маргулану из кордайского гранита, скульптор Н. Далбай.

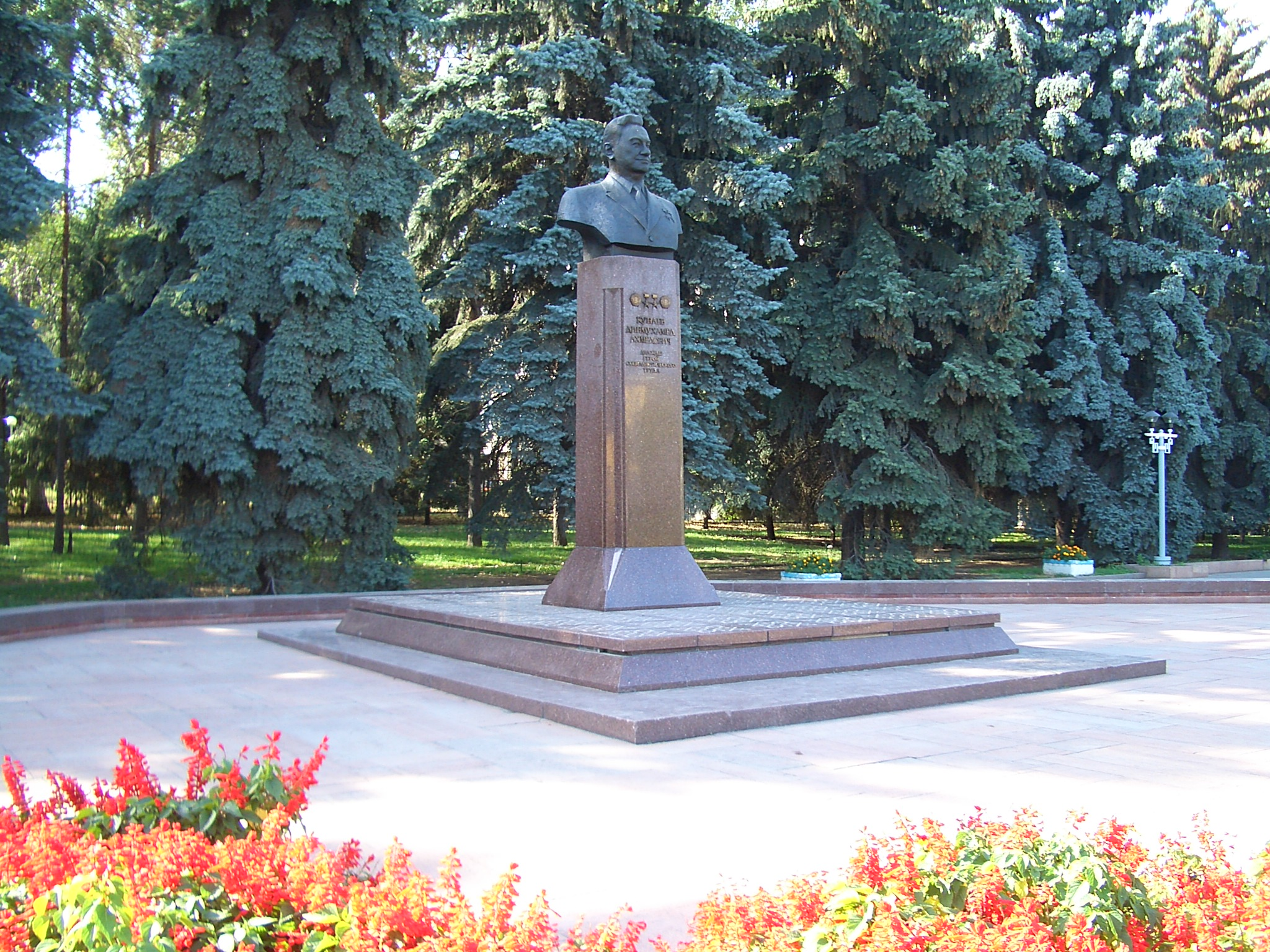
Бронзовый бюст Д. А. Кунаева
Памятник академику Алькею Маргулану

## Транспорт
На улице до 2015 года (включительно) проходил трамвайный маршрут.
- Трамвай № 4: Начинается и заканчивается на станции Аксай. Проходит по улицам Момышулы, Толе би, Байтурсынова, Шевченко, Кунаева, Макатаева, Жетысуйская, Арыковой, Черкасской обороны, Тургенской (с выходом на Жетысускую).

Трамвай ныне не функционирует.